# 1089
Cette page concerne l'année 1089  du calendrier julien.
L'année 1089 est une année commune qui commence un lundi.

## Événements
- Abdication de Georges II en faveur de son fils David le Constructeur, qui devient roi de Géorgie à l'âge de 16 ans (fin de règne en 1125)[1].
- Le sultan seldjoukide Malik Shah Ier prend Boukhara et Samarcande et fait prisonnier le Qarakhanide Ahmad qui doit accepter sa souveraineté[2].

### Europe
- 8 janvier[3] : l'antipape Clément III élève l'évêché de Bar en un archevêché à la demande du roi Constantin Bodin[4]. Le royaume de Dioclée est alors reconnu comme royaume de Serbie.
- Printemps[5] : les Petchenègues, sous la pression des Coumans, envahissent de nouveau la Thrace en 1088-1089. Ils avancent jusqu’à Ipsala où l'empereur byzantin Alexis Ier Comnène doit leur demander la paix[2].
- 20 avril : mort de Dmitar Zvonimir[6]. Les Croates sont alors divisés en un royaume de Croatie, né au Xe siècle au sud de la Pannonie, et les villes de la côte comme Zara (Zadar) ou Spalato (Split), dont la population latine commence à se slaviser. Venise cherche à mettre la main sur le littoral adriatique, et engage une guerre contre le roi de Croatie, qui fait appel à la Hongrie. À la mort de leur roi Zvonimir, peut-être assassiné, les tribus croates demandent à Ladislas Ier de Hongrie, frère de la veuve de Zvonimir, de faire valoir ses droits sur la Croatie et la Dalmatie. Ladislas occupe la Slavonie, puis se lance à la conquête de la Dalmatie. Venise et la papauté s’y opposent et la guerre se termine sous le roi Koloman (1095) par la reconquête de l’intérieur, tandis que les villes restent aux mains des Vénitiens[7].
- 28 - 30 juin : prise de Rome par le pape Urbain II ; il est chassé par l'empereur Henri IV en juin 1090[8].
- 1er juillet : Le pape écrit aux grands seigneurs de Catalogne pour les exhorter à réparer la ville de Tarragone afin d'y rétablir le siège épiscopal[9]. Urbain II incite par ailleurs les chevaliers français à participer à la reconquête en Espagne (date controversé, entre 1089 et 1099)[10].
- 4 août : Robert le Frison, comte de Flandre, est à Jérusalem. Il rentre de son pèlerinage par Constantinople où il rencontre l'empereur Alexis Ier Comnène, qui lui demande de l’aide. Robert promet à Alexis Ier l’envoi de cinq cents chevaliers, qui collaboreront à la lutte contre les Turcs et les Petchenègues[11]. Alexis parvient également à lancer contre les Petchenègues à plusieurs reprises un autre peuple nomade, les Coumans.

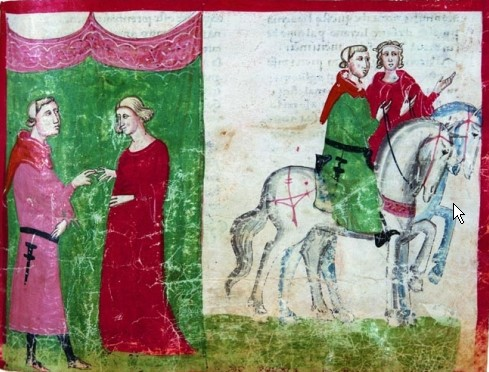
Août : Mariage de Mathilde de Toscane et de Welf II de Bavière. Miniature de la Cronica de Giovanni Villani, XIVe siècle

- Août : mariage de Mathilde de Toscane, 43 ans, et de Welf II de Bavière, âgé de 18 ans, sous l'égide du pape Urbain II[8].
- 10 septembre : concile de Melfi. Le duc Roger Borsa renouvelle l'hommage lige au pape Urbain II qui lui confère l'investiture de ses conquêtes avec un étendard pontifical[12]. Reprise des négociations entre le pape Urbain II et l’empereur Alexis Ier Comnène qui cherchent à s’assurer un appui mutuel, l’un contre l’empereur Henri IV, l’autre contre les Normands de Sicile. Urbain II lève le ban d'excommunication contre Alexis Ier en présence des ambassadeurs de celui-ci[13].
- 29 septembre : 
  - Urbain II est à Bari[13].
  - Étienne-Henri devient comte de Blois, de Chartres et de Meaux à la mort de son père Thibaud III[14] (fin en 1102).

- Installation du prévôt du chapitre de Saint-Donatien à Bruges, comme régisseur des domaines du comté de Flandre[15].

- Épidémie de Mal des Ardents en Viennois ; la guérison d'un jeune noble, Guérin de Valloire, est à l'origine de la fondation de l'Ordre hospitalier de Saint-Antoine[16]. Mais selon A. Mischlewski, le récit de la guérison miraculeuse du jeune Guérin de Valloire du mal des ardents semble ne reposer sur rien[17].